# Сент-Анн (Сейшельські острови)
Сент-Анн (фр. Île Sainte Anne) — острів в Індійському океані з архіпелагу Сейшельські острови.
Лежить за 4 км на схід від острова Мае та за 2 км на північ від острова Серф. Інші сусідні острови — Ронд, Муаен, Сеш. Довжина острова становить 2,1 км, ширина — 1,7 км. Найвища точка на Сент-Анн має висоту 246 м.
Острів був відкритий капітаном Ніколасом Морфеєм у 1756 році. Назву острів отримав на честь Святої Анни, в день вшанування якої відбулося офіційне проголошення острова французьким володінням. Тут у 1770 році з'явилося перше французьке поселення на Сейшелах. На початку XX століття тут деякий час розташовувалася база полювання на китів St. Abbs Whaling Company.
Сент-Анн — найбільший з шести островів, які входять до Національного морського парку Сент-Анн. Острів вкритий багатою тропічною рослинністю, має 4 пляжі — Гран-Анс, Роял, Черепаховий пляж та Анс-Манон.
З 2002 року на південно-західному березі острова діє курорт класу люкс Saint Anne Resort, на 87 вілл.